# Rodrigo Lara Bonilla
Rodrigo Lara Bonilla né à Neiva le 11 août 1946 et mort à Bogota le 30 avril 1984, était un avocat et une personnalité politique colombienne qui a été ministre de la Justice dans le gouvernement de Belisario Betancur Cuartas (1982-1986). Son action a été caractérisée par la poursuite des trafiquants du Cartel de Medellín dirigé par Pablo Escobar. Il met également en cause Alvaro Uribe, alors maire de Medellín. En 1984, il est tué à Bogota par des hommes d'Escobar à moto lors de son transport vers l'aéroport pour prendre un avion à destination de Prague où il devait assurer ses nouvelles fonctions d'ambassadeur de Colombie. Ces derniers ont mitraillé sa voiture avec un pistolet mitrailleur Mac-10 (calibre 9mm).
Sa mort marque le début d'une guerre entre l'État et les trafiquants de drogue, qui se prolongera pendant plus d'une décennie. Sa vie et son assassinat ont été romancés par l'écrivain Nahum Montt (es) dans le livre Lara.

## Dans la culture
Dans la série télévisée Narcos, produite par Netflix, Rodrigo Lara Bonilla est incarné par l'acteur mexicain Adan Canto.